# Jerzy III brzeski
Jerzy III (ur. 4 września 1611 w Brzegu, zm. 4 lipca 1664 w Brzegu) – książę brzeski i legnicki. Syn Jana Chrystiana i Doroty Sybilli, starszy brat Ludwika IV i Chrystiana.
W 1639 po śmierci ojca Jana Chrystiana wraz z braćmi odziedziczył księstwo legnicko-brzeskie. Po śmierci Jerzego Rudolfa w 1653 nastąpił podział księstwa między trzech synów Jana Chrystiana. W 1654 w drodze losowania Jerzy III otrzymał księstwo brzeskie, Ludwik IV – księstwo legnickie, a najmłodszy Chrystian – księstwo wołowskie. Po śmierci Ludwika IV w 1663, wraz z bratem Chrystianem objął panowanie nad księstwem legnickim. W 1654 Jerzy III otrzymał od cesarza Ferdynanda III Habsburga godność Starosty Generalnego Śląska.
Jerzy III był dwukrotnie żonaty; pierwszą żoną była poślubiona 22 lutego 1638 w Bierutowie Zofia Katarzyna, córka Karola II z Podiebradu, księcia oleśnicko-ziębickiego. Z małżeństwa tego pochodziła córka Dorota Elżbieta (1646–1691), wydana w 1663 za mąż za hrabiego Henryka von Nassau-Dillenburg; po śmierci Zofii Katarzyny Jerzy III ożenił się powtórnie z Elżbietą Marią Karoliną, córką Ludwika Filipa, palatyna na Simmern.